# Johann Heinrich Vogel (Chemiker)
Johann Heinrich Vogel (* 24. September 1862 in Aerzen bei Hameln; † 24. März 1930 in Berlin) war ein deutscher Chemiker, Landwirtschaftswissenschaftler und Hochschullehrer.

## Leben und Beruf
Nach Umzug der Familie nach Freiburg/Elbe besuchte Johann Heinrich Vogel, Sohn des preußischen Sanitätsrates Dr. med. Vogel, die Realgymnasien in Vegesack und Harburg. 1882 bezog er die Universität Halle und trat dort der Burschenschaft Germania Halle bei. Zunächst studierte er neuere Sprachen, wechselte dann aber zur Chemie. Nach einem Semester in Freiburg (Breisgau) kam er 1883 nach Göttingen und beteiligte sich hier an der Wiedereröffnung der Burschenschaft Hannovera. 1887 schloss er sein Studium, das er auf landwirtschaftliche Bereiche ausgedehnt hatte, ab und wurde mit der Dissertation "Über die chemische Zusammensetzung des Vesuvians" zum Dr. phil. promoviert. Danach war er Assistent an der landwirtschaftlichen Versuchsanstalt der Universität Bonn, ehe er eine ähnliche Stellung an der Universität Göttingen innehatte. Anschließend richtete er ein agrikulturchemisches Labor an der Universität Coimbra in Portugal ein.
1891 wurde Vogel Assistent an der Landwirtschaftlichen Hochschule Berlin, die ihm später den Professorentitel verlieh. 1892 übernahm er den Posten eines Wissenschaftlichen Geschäftsführers der Düngerabteilung der Deutschen Landwirtschafts-Gesellschaft. Ab 1907 leitete er ein eigenes Forschungslabor in Berlin. Zugleich war er Mitarbeiter in Range eines Rates IV. Klasse der preußischen Landesanstalt für Gewässerkunde in Berlin.
Wie aus der Zeitfolge seiner vielfältigen wissenschaftlichen Veröffentlichungen zu erkennen, befasste Johann Heinrich Vogel sich zeitweilig mit der Verbesserung der Düngung landwirtschaftlich genutzter Flächen und später mit der Reinhaltung von Flüssen und Seen. Sein eigentliches Arbeitsgebiet wurde allerdings Acetylen. Sein Interesse galt nicht nur dem Gas an sich, sondern auch dessen technischer Nutzung.
Johann Heinrich Vogel starb nach längerer, schwerer Krankheit am 24. März 1930 im Alter von 67 Jahren in Berlin. Die Beisetzung fand am 28. März auf dem Friedhof Heerstraße im heutigen Ortsteil Berlin-Westend statt.

## Veröffentlichungen (Auswahl)
- Archille Muntz; Girard; Johann Heinrich Vogel: Die Stickstoffverluste im Stallmist und deren Verminderung, Berlin: Paul Paray, 1894
- Johann Heinrich Vogel und Dr. Haefcke: Das Abdeckereiwesen mit besonderer Berücksichtigung der derzeitigen Verwertungsverfahren, Berlin: Gebr. Unger, 1897
- Die Verwertung städtischer Abfallstoffe, Arbeiten der Deutschen Landwirtschafts-Gesellschaft, Band 11, Berlin: Dr. v. Gebr. Unger, 1898
- Nicodem Caro; Johann Heinrich Vogel; Anton Ludwig: Handbuch für Acetylen in technischer und wissenschaftlicher Hinsicht, Braunschweig: F. Vieweg und Sohn, 1904
- Abwasser (Mitteilungen des Vereins der Zellstoff- und Papier-Chemiker), Wochenblatt für Papierfabrikation, Jg. 1907, Nr. 11–13
- Das Acetylen, Leipzig: Otto Spamer, 1911
- Die Abwässer aus der Kaliindustrie, ihre Beseitigung sowie ihre Einwirkung in und an Wasserläufen, Berlin: Borntraeger, 1913
- Acetylenschweissung: Neueste Forschungsergebnisse, Halle (Saale): C. Marhold, 1923
- Johann Heinrich Vogel; Anton Levy-Ludwig u. a.: Das Acetylen: Seine Eigenschaften, seine Herstellung und Verwendung, 2. vermehrte Auflage, Leipzig: Otto Spamer, 1923
- Johann Heinrich Vogel; Armin Schulze: Carbid und Acetylen als Ausgangsmaterial für Produkte der chemischen Industrie, Leipzig: O. Spamer, 1924
- Schweissen, Schneiden und Metallspritzen mittels Acetylen: Neueste Forschungsergebnisse auf dem Gebiet der autogenen Metallbearbeitung, Halle a. S: C. Marhold. 1927
- Johann Heinrich Vogel; August Rühl: Die Acetylenverordnung (Polizeiverordnung über Herstellung, Aufbewahrung und Verwendung von Acetylen), 2. vermehrte und verbesserte Auflage, Halle a. S.: C. Marhold, 1928
- Ernst Wiss; Walther Rimarski; Johann Heinrich Vogel: Schneiden und Schweissen mit Acetylen: Neueste Forschungsergebnisse, Halle (Saale): C. Marhold, 1929